# Илинденски лист (1933)
Вижте пояснителната страница за други значения на Илинденски лист.
„Илинденски лист“ (изписване до 1945 година: „Илинденски листъ“) е български вестник, излязъл в София, България на Илинден, 2 август 1933 година.
Издание на Илинденския комитет на македонската прогресивна емиграция в България. Отговорен редактор е Драган К. Орлов. Печатан е в печатница „И. Аргоети“. Посветен е на 40 години от основаването на ВМОРО и 30 години от Илинденско-Преображенското въстание и е с левичарска ориентация.